# دومبيير ليه إجليس
دومبيير ليه إجليس (بالفرنسية: Dompierre-les-Églises)‏ هي بلدية في مقاطعة فيين العليا في منطقة أقطانية الجديدة في غرب فرنسا.